# 埃斯蒂加尔德
埃斯蒂加尔德（法語：Estigarde，法語發音：[ɛstiɡaʁd]）是法国朗德省的一个市镇，属于蒙德马桑区。

## 地理
埃斯蒂加尔德（44°1'44"N, 0°6'48"W）面积29.65 平方千米，位于法国新阿基坦大区朗德省，该省份为法国西南部沿海省份，是法國本土面积第二大的省，北起吉倫特省，西临大西洋，南至大西洋比利牛斯省，东临热尔省，东北与洛特-加龍省接壤。
与埃斯蒂加尔德接壤的市镇（或旧市镇、城区）包括：克雷翁达尔马尼亚克、埃雷、洛斯、圣瑞利安达尔马尼亚克、维耶勒苏比朗、圣瑞斯坦。

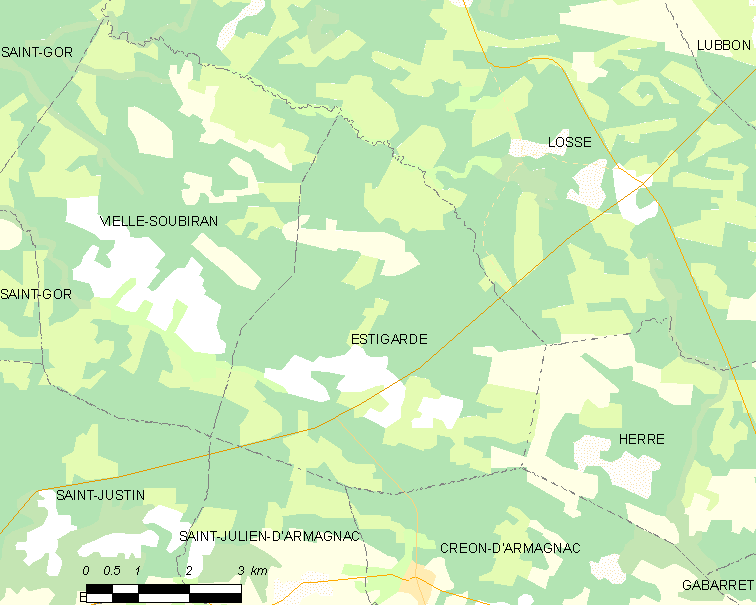
埃斯蒂加尔德的OSM定位图

埃斯蒂加尔德的时区为UTC+01:00、UTC+02:00（夏令时）。

## 行政
埃斯蒂加尔德的邮政编码为40240，INSEE市镇编码为40096。

## 政治
埃斯蒂加尔德所属的省级选区为上朗德-阿马尼亚克县。

## 人口

1962-2008年间埃斯蒂加尔德人口变化图示

埃斯蒂加尔德于2022年1月1日时的人口数量为96人。